# Ника (кинопремия, 2002)
15-я церемония вручения наград национальной кинематографической премии «Ника» за заслуги в области российского кинематографа за 2001 год состоялась 27 апреля 2002 года в Центральном Доме кинематографистов.
С этой церемонии стали вручаться награды за лучшую мужскую и лучшую женскую роли второго плана, образованные в результате расформирования общей категории за лучшую роль второго плана. Также в этом году была учреждена ещё одна новая категория «Открытие года», для поощрения начинающих кинематографистов.
Драматическая лента Александра Сокурова — «Телец», выдвинутая на премию в 9 номинациях,  в итоге получила 7 наград, в том числе одержав победу во всех основных категориях: лучший фильм, режиссуру, сценарий, мужскую и женскую главные роли. Сам Александр Сокуров был удостоен трёх личных наград: за лучшую режиссёрскую работу, лучший игровой фильм и лучшую работу оператора.
Режиссёр фильма «В августе 44-го…» — Михаил Пташук, приехавший из Белоруссии в Москву специально для участия в церемонии, трагически погиб в автомобильной катастрофе, за несколько часов до начала награждения.

## Список лауреатов и номинантов
Количество наград / номинаций:
- 7/9: «Телец»
- 2/6: «В августе 44-го…»
- 1/5: «Механическая сюита»
- 1/4: «Таёжный роман»
- 0/3: «Займёмся любовью»
- 1/2: «Дикарка» / «Сказ про Федота-стрельца»
- 0/2: «Форсаж» / «Яды, или Всемирная история отравлений»
- 1/1: «Охота на ангела, или Четыре любви поэта и прорицателя» / «Кошки под дождём»

### Основные категории
• Победители выделены отдельным цветом. 
| Категории                           | Лауреаты и номинанты                                                                            | Лауреаты и номинанты                                                              |
| ----------------------------------- | ----------------------------------------------------------------------------------------------- | --------------------------------------------------------------------------------- |
| Лучший игровой фильм                | • Телец (режиссёр: Александр Сокуров, продюсер: Виктор Сергеев)                                 | • Телец (режиссёр: Александр Сокуров, продюсер: Виктор Сергеев)                   |
| Лучший игровой фильм                | • В августе 44-го… (режиссёр: Михаил Пташук, продюсеры: Ольга Семаго, Владимир Семаго)          |                                                                                   |
| Лучший игровой фильм                | • Займёмся любовью (режиссёр: Денис Евстигнеев, продюсеры: Александр Атанесян, Игорь Толстунов) |                                                                                   |
| Лучший неигровой фильм              | • Охота на ангела, или Четыре любви поэта и прорицателя (режиссёр: Андрей Осипов)               | • Охота на ангела, или Четыре любви поэта и прорицателя (режиссёр: Андрей Осипов) |
| Лучший неигровой фильм              | • Форсаж (режиссёр: Наталья Гугуева)                                                            |                                                                                   |
| Лучший неигровой фильм              | • Я Вас любил… (режиссёр: Виктор Косаковский)                                                   |                                                                                   |
| Лучший анимационный фильм           | • Кошки под дождём (режиссёр: Алексей Дёмин)                                                    | • Кошки под дождём (режиссёр: Алексей Дёмин)                                      |
| Лучший анимационный фильм           | • Евстифейка-волк (режиссёр: Олег Ужинов)                                                       |                                                                                   |
| Лучший анимационный фильм           | • Соседи (режиссёр: Степан Бирюков)                                                             |                                                                                   |
| Лучшая режиссёрская работа          |                                                                                                 | • Александр Сокуров за фильм «Телец»                                              |
| Лучшая режиссёрская работа          | • Денис Евстигнеев — «Займёмся любовью»                                                         |                                                                                   |
| Лучшая режиссёрская работа          | • Дмитрий Месхиев — «Механическая сюита»                                                        |                                                                                   |
| Лучшая режиссёрская работа          | • Александр Митта — «Таёжный роман» (кинофильм)                                                 |                                                                                   |
| Лучшая режиссёрская работа          | • Леонид Марягин — «101-й километр»                                                             |                                                                                   |
| Лучшая сценарная работа             |                                                                                                 | • Юрий Арабов — «Телец»                                                           |
| Лучшая сценарная работа             | • Зоя Кудря и Александр Митта — «Таёжный роман»                                                 |                                                                                   |
| Лучшая сценарная работа             | • Геннадий Островский — «Механическая сюита»                                                    |                                                                                   |
| Лучшая сценарная работа             | • Константин Лопушанский — «Конец века»                                                         |                                                                                   |
| Лучшая мужская роль                 |                                                                                                 | • Леонид Мозговой — «Телец» (за роль Ленина)                                      |
| Лучшая мужская роль                 | • Сергей Гармаш — «Механическая сюита» (за роль Маркеранца)                                     |                                                                                   |
| Лучшая мужская роль                 | • Евгений Миронов — «В августе 44-го…» (за роль капитана Алёхина)                               |                                                                                   |
| Лучшая женская роль                 |                                                                                                 | • Мария Кузнецова — «Телец» (за роль Крупской)                                    |
| Лучшая женская роль                 | • Наталья Егорова — «Тайны дворцовых переворотов» (за роль Екатерины I)                         |                                                                                   |
| Лучшая женская роль                 | • Евгения Симонова — «Цветущий холм среди пустого поля» (за роль Анны)                          |                                                                                   |
| Лучшая мужская роль второго плана   |                                                                                                 | • Михаил Ефремов — «Таёжный роман» (за роль ст. лейтенанта Алексея Жгута)         |
| Лучшая мужская роль второго плана   | • Алексей Панин — «В августе 44-го…» (за роль шофёра Борискина)                                 |                                                                                   |
| Лучшая мужская роль второго плана   | • Константин Хабенский — «Механическая сюита» (за роль Эдуарда)                                 |                                                                                   |
| Лучшая женская роль второго плана   |                                                                                                 | • Евгения Добровольская — «Механическая сюита» (за роль Любы)                     |
| Лучшая женская роль второго плана   | • Ирина Розанова — «Дикарка» (за роль Марьи Петровны)                                           |                                                                                   |
| Лучшая женская роль второго плана   | • Елена Сафонова — «Поклонник» (за роль Александры Михайловны)                                  |                                                                                   |
| Лучшая операторская работа          |                                                                                                 | • Александр Сокуров — «Телец»                                                     |
| Лучшая операторская работа          | • Сергей Мачильский — «Коллекционер»                                                            |                                                                                   |
| Лучшая операторская работа          | • Владимир Спорышков — «В августе 44-го…»                                                       |                                                                                   |
| Лучшая музыка к фильму              | • Исаак Шварц — «Дикарка»                                                                       | • Исаак Шварц — «Дикарка»                                                         |
| Лучшая музыка к фильму              | • Максим Дунаевский — «Таёжный роман»                                                           |                                                                                   |
| Лучшая музыка к фильму              | • Олег Каравайчук — «Тёмная ночь»                                                               |                                                                                   |
| Лучшая работа звукорежиссёра        | • Игорь Майоров — «В августе 44-го…»                                                            | • Игорь Майоров — «В августе 44-го…»                                              |
| Лучшая работа звукорежиссёра        | • Роланд Казарян — «Затворник»                                                                  |                                                                                   |
| Лучшая работа звукорежиссёра        | • Сергей Мошков — «Телец»                                                                       |                                                                                   |
| Лучшая работа художника             | • Наталья Кочергина — «Телец»                                                                   | • Наталья Кочергина — «Телец»                                                     |
| Лучшая работа художника             | • Владимир Аронин — «Займёмся любовью»                                                          |                                                                                   |
| Лучшая работа художника             | • Павел Новиков — «Сказ про Федота-стрельца»                                                    |                                                                                   |
| Лучшая работа художника             | • Людмила Кусакова — «Яды, или Всемирная история отравлений»                                    |                                                                                   |
| Лучшая работа художника по костюмам | • Наталья Замахина — «Сказ про Федота-стрельца»                                                 | • Наталья Замахина — «Сказ про Федота-стрельца»                                   |
| Лучшая работа художника по костюмам | • Лидия Крюкова — «Телец»                                                                       |                                                                                   |
| Лучшая работа художника по костюмам | • Светлана Титова — «Яды, или Всемирная история отравлений»                                     |                                                                                   |
| Открытие года                       | • Владислав Галкин — «В августе 44-го…»                                                         | • Владислав Галкин — «В августе 44-го…»                                           |
| Открытие года                       | • Наталья Гугуева — «Форсаж»                                                                    |                                                                                   |
| Открытие года                       | • Александр Котт — «Ехали два шофёра»                                                           |                                                                                   |

### Специальные награды
- Приз «Честь и достоинство» — Алексей Владимирович Баталов.
- Приз «За вклад в кинематографические науки, критику и образование» — Сергей Васильевич
Комаров.